# زورو، انتقام‌جو
زورو، انتقام‌جو (انگلیسی: The Avenger, Zorro) یک فیلم وسترن ایتالیایی-اسپانیایی به کارگردانی رافائل رومرو مارچنت است که در سال ۱۹۷۲ منتشر شد.

## گزیدهٔ بازیگران
- فابیو تستی
- فرانک برانیا
- پی‌یرو لولی
- لوئیس ایندونی
- ریکاردو گارونه